# Olopa
Olopa é uma cidade da Guatemala do departamento de Chiquimula.